# Барсток, Мария Никитична
Мария Никитична Барсто́к (бел. Марына (Марыя) Мікітаўна Барсток; 15 апреля 1916, Нарковичи, Витебская губерния — июнь 1994, Минск) — белорусский советский поэт, критик и литературовед. Кандидат филологических наук (1950). Член Союза писателей СССР (1951).

## Биография
Родилась 15 апреля 1916 года в крестьянской семье в деревне Нарковичи.
Окончила Полоцкий педагогический техникум (1935). Училась заочно в Могилёвском педагогическом институте, с 1937 года — студентка Минского педагогического института имени М. Горького. В 1945 году окончила филологический факультет Белорусского государственного университета, затем — аспирантуру при Институте языка, литературы и искусства Академии наук Белорусской ССР.
После окончания Полоцкого педагогического техникума (1935) два года работала учителем в Ветрино (Полоцкий район). В 1939 году — заведующая отделом культуры брестской областной газеты «Заря». В начале Великой Отечественной войны эвакуировалась в Горьковскую область РСФСР.
В 1959—1979 годах — научный сотрудник Института литературы имени Янки Купалы Академии наук Белорусской ССР.
Умерла в июне 1994 года.

### Монографии
- бел. «Вобраз станоўчага героя ў творчасці Якуба Коласа» («Образ положительного героя в творчестве Якуба Коласа») (1951)
- бел. «Пятро Глебка» («Пётр Глебка») (1952)
- бел. «Вывучэнне творчасці Кузьмы Чорнага ў школе» («Изучение творчества Кузьмы Чёрного в школе») (1959, второе переработанное издание — 1973)
- бел. «Максім Багдановіч» («Максим Богданович») (1961, второе переработанное издание — 1974)
- бел. «Адзінства і разнастайнасць сучаснай беларускай паэзіі» («Единство и разнообразие современной белорусской поэзии») (1973)
- бел. «Руплівы поўдзень: Нарыс творчасці Генадзя Бураўкіна» («Трудовой полдень: Очерки творчества Геннадия Буравкина») (1984)

### Брошюры
- бел. «Пятрусь Броўка» («Пётр Бровка») (1955)
- бел. «Віднейшы беларускі дзіцячы пісьменнік Янка Маўр» («Замечательный белорусский детский писатель Янка Мавр») (1955)
- бел. «Максім Танк» («Максим Танк») (1962)
- бел. «Вялікі Кастрычнік і беларуская літаратура» («Великий Октябрь и белорусская литература») (1977)

Являлась соавтором «Гісторыі беларускай савецкай літаратуры» (1966), «Истории многонациональной советской литературы» (Москва, 1970), «Истории белорусской советской литературы» (1977), пособия для студентов ВУЗов «Беларуская дзіцячая літаратура» (1966).